# Tetratiafulvalene
Il tetratiafulvalene (abbreviato spesso in TTF) è un composto chimico con formula molecolare (H2C2S2C)2; è un eterociclo legato allo sviluppo dell'elettronica molecolare. Il TTF deriva dall'idrocarburo fulvalene per sostituzione di quattro gruppi CH con altrettanti atomi di zolfo.

## Storia
Un primo utilizzo del sale [TTF+]Cl− si ebbe nel 1972 come superconduttore. In seguito, il sale a trasferimento di carica [TTF]TCNQ mostrò caratteristiche di semi-conduzione. Studi di diffrazione a raggi X mostrarono amassi di molecole di TTF ossidate accanto ad altri raggruppamenti di anioni di TCNQ. Questa separazione era inaspettata, ma chiariva una volta per tutte l'origine delle proprietà elettriche del composto.
Molti sali del tetrametiltetratiafulvene (noti come sali di Fabre) sono importanti superconduttori organici.

## Preparazione
L'alto livello di interesse per i TTF ha generato lo sviluppo di molte sintesi del tetratiafulvalene e dei suoi analoghi. La maggior parte delle preparazioni comporta l'accoppiamento di blocchi costitutivi C3S2 ciclici come 1,3-ditiolo-2-tioni o i relativi 1,3-ditiolo-2-one. Per il tetratiafulvalene stesso, la sintesi inizia con il tritiocarbonato H2C2S2CS, che viene S-metilato e quindi ridotto a dare H2C2S2CH(SCH3), che viene trattato come segue:
{\displaystyle {\ce {H2C2S2CH(SCH3)\ +\ HBF4->\ [H2C2S2CH^{+}]BF4^{-}\ +\ HSCH3}}}
{\displaystyle {\ce {2[H2C2S2CH^{+}]BF4^{-}\ + \ 2Et3N -> (H2C2S2C)2 \ + \ 2Et3NHBF4}}}

## Proprietà ossidoriduttive
Proprietà distintive sono associate ai sali dei suoi derivati ossidati, come i sali derivati dal TTF+.
L'elevata conducibilità elettrica dei sali di TTF può essere attribuita alle seguenti caratteristiche di TTF:
1. la sua planarità, che consente l'impilamento π-π dei suoi derivati ossidati
2. la sua elevata simmetria, che promuove la delocalizzazione della carica, riducendo così al minimo le repulsioni coulombiane
3. la sua capacità di subire l'ossidazione a potenziali lievi per dare un catione radicale stabile.

Le misurazioni elettrochimiche mostrano che il TTF può essere ossidato due volte in modo reversibile:
{\displaystyle \mathrm {TTF\to TTF^{+}+e^{-}\,\,\,\,} } (con {\displaystyle E=0,34\,\mathrm {V} })
{\displaystyle \mathrm {TTF^{+}\to TTF^{2+}+e^{-}\,\,\,\,} } (con {\displaystyle E=0,78\,\mathrm {V} }, contro Ag/AgCl in soluzione MeCN)
Ogni anello ditiolilidenico in TTF ha 7 elettroni π: 2 per ogni atomo di zolfo, 1 per ogni atomo di carbonio sp2. Pertanto, l'ossidazione converte ciascun anello in una configurazione aromatica a 6 elettroni, lasciando di conseguenza il doppio legame centrale essenzialmente un legame singolo, poiché tutti gli elettroni π occupano gli orbitali dell'anello.